# Würstelstand

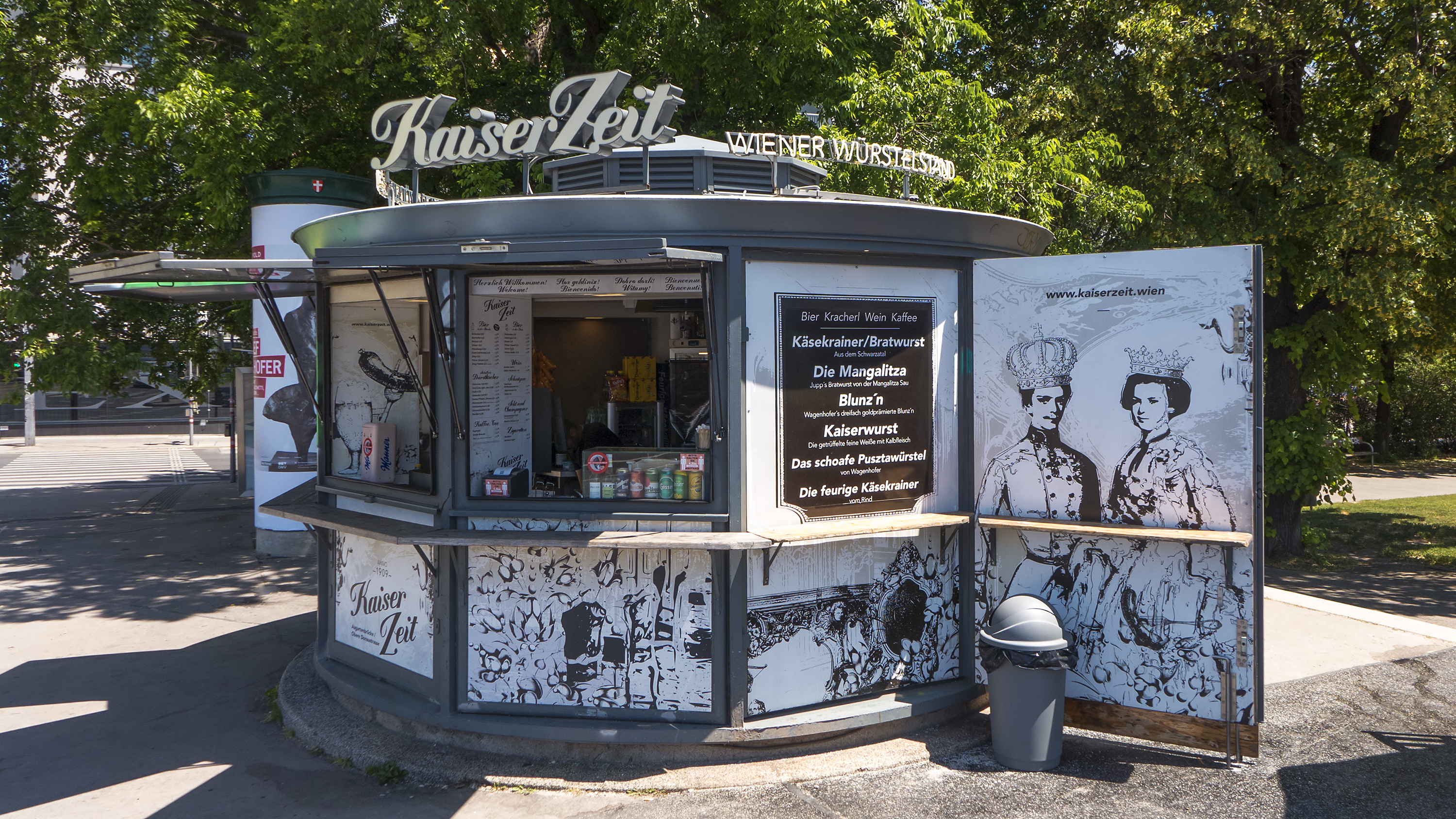
Würstelstand Kaiserzeit bei der Augartenbrücke

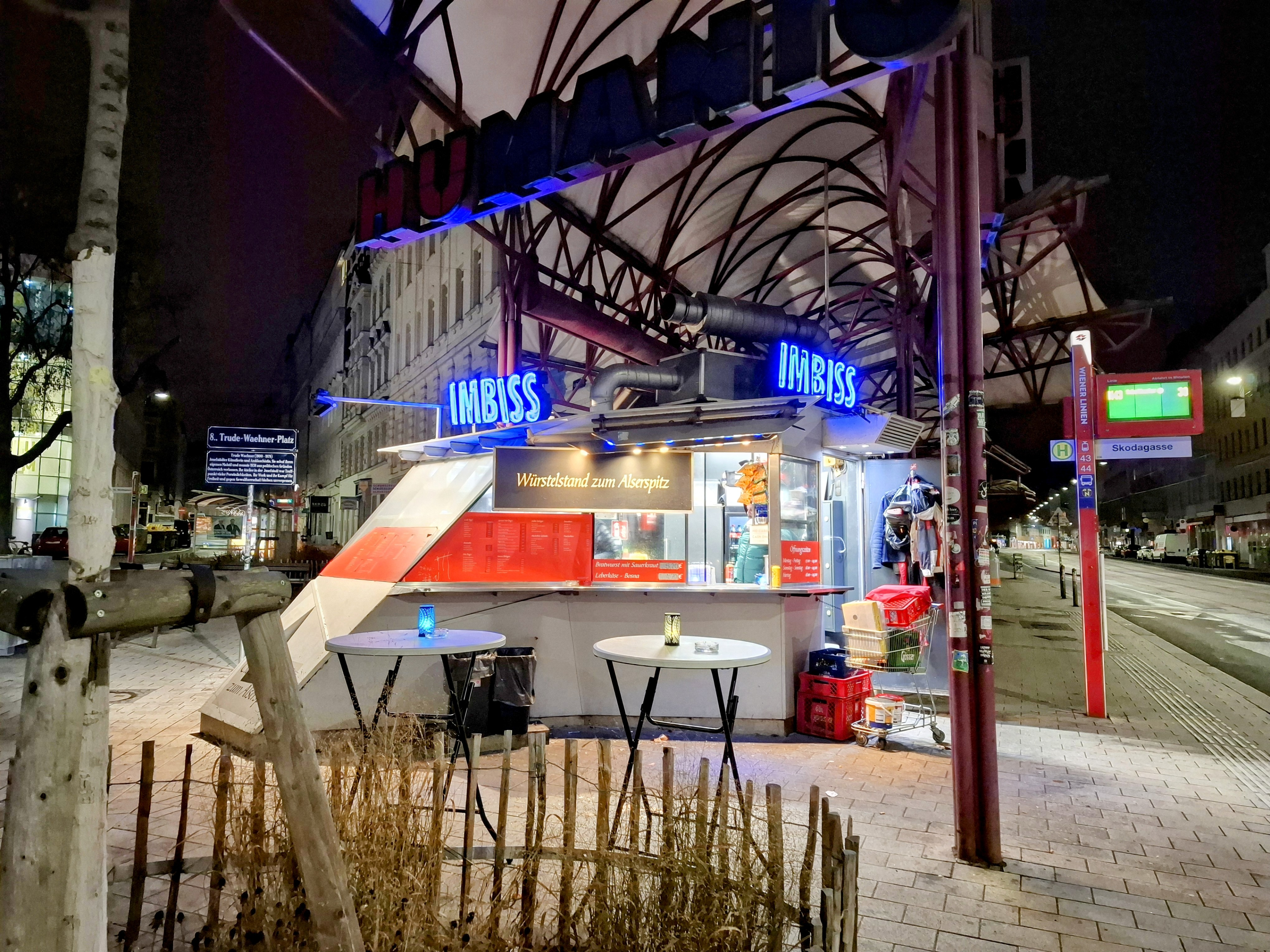
Würstelstand am Alserspitz im 8. Bezirk, entworfen von Günther Domenig

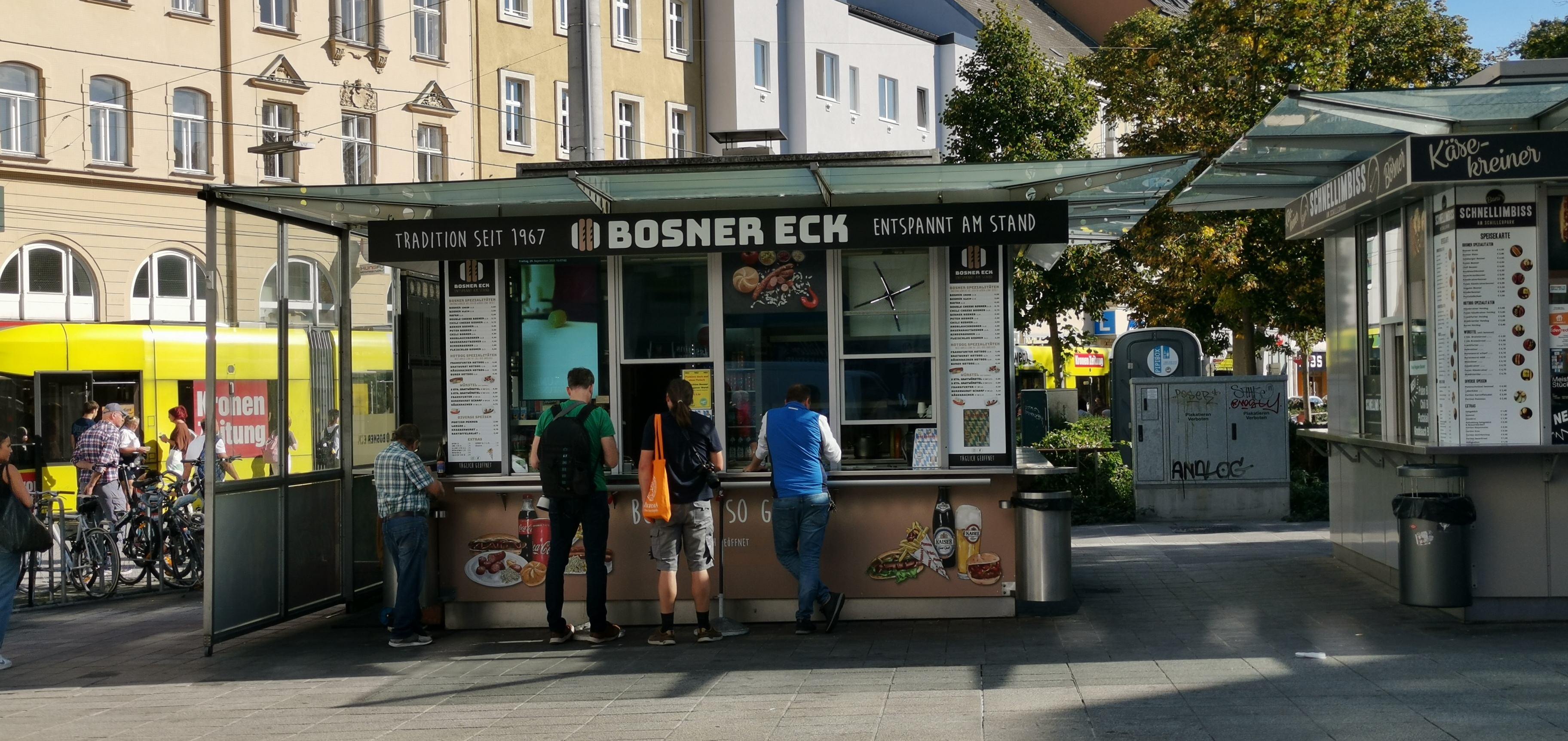
Würstelstand am Linzer Schillerpark

Der (Wiener) Würstelstand ist die traditionelle österreichische Variante des Imbissstands: ein freistehender Verkaufsstand, in dem hauptsächlich kleine Fleischgerichte zum raschen Verzehr angeboten werden.

## Geschichte und Funktion
Gegründet wurde diese Einrichtung während der k.u.k. Monarchie, um Kriegsinvaliden ein Einkommen zu sichern. Ursprünglich handelte es sich um fahrbare Verkaufsstände oder Garküchen; erst in den 1960er-Jahren wurden in Wien fixe Stände erlaubt. Würstelstände sind heute fester Bestandteil der österreichischen Großstadtkultur und haben auch in der Kunst ihre Spuren hinterlassen, etwa im Wiener Genrelied Der Würstelmann beim Schottentor (1956) oder in Hans Carl Artmanns Buch Im Schatten der Burenwurst.
2024 wurde die Institution Würstelstand als Immaterielles Kulturerbe anerkannt.
Einige Würstelstände, vor allem im Bereich der Wiener Innenstadt und am Wiener Gürtel, haben bis spät in die Nacht geöffnet und sind dadurch eine der wenigen Möglichkeiten, um diese Uhrzeit zu einer warmen Mahlzeit zu kommen.

### Nachtwürstelstand
In einigen Städten gibt es an bestimmten Plätzen nur Konzessionen für einen Nachtwürstelstand. Dieser darf nur vom Abend bis in die Morgenstunden betrieben werden und muss über die Tageszeit von der öffentlichen Verkehrsfläche entfernt werden. Es handelt sich hierbei um mobile Stände, die tagsüber am Stadtrand oder in einer nahen Garage geparkt werden.

### Sortiment

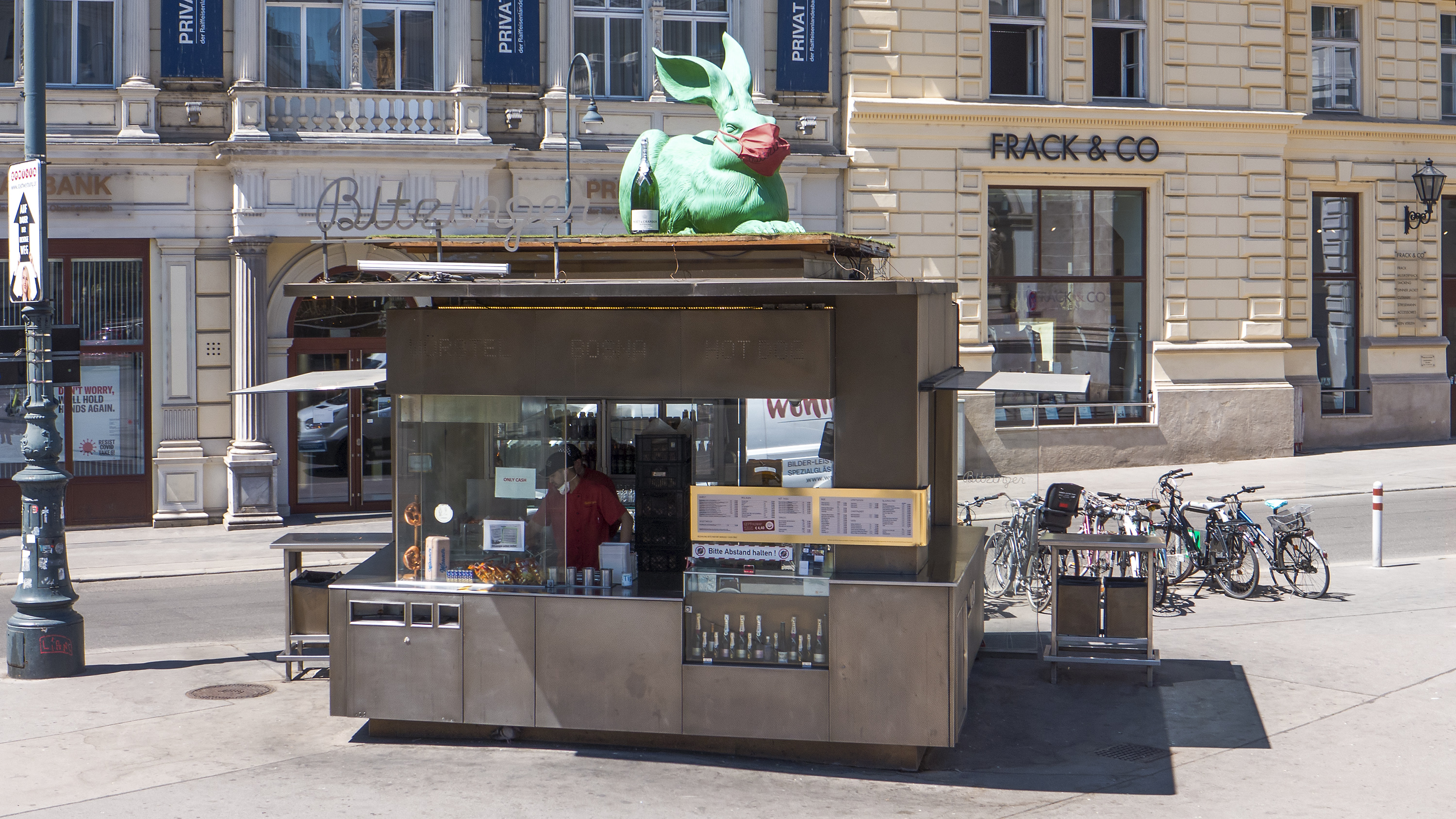
Würstelstand Bitzinger bei der Albertina

Das traditionelle Angebot umfasst Burenwurst, Käsekrainer, Frankfurter (außerhalb Österreichs Wiener genannt), Bosna, Waldviertler, Debrecziner und Leberkäse, serviert mit süßem Kremser Senf oder scharfem Estragonsenf sowie einem Stück Brot oder einer Semmel.
Als Beilage stehen eingelegte Gemüse wie Pfefferoni (mild oder scharf), Salz- oder Essiggurkerl sowie eventuell Silberzwieberl zur Wahl. Ebenso gehört traditionell Kren (Meerrettich) zur Wurstkultur, der frisch gerieben angeboten wird. Ketchup und Mayonnaise als Würzungen sind neueren Datums.
Auch Gabelroller (in der Variante mit scharfer Paprikasauce Teufelsroller genannt) und Mannerschnitten gehören meist zum Sortiment. In Vorarlberg wird das sogenannte Zack Zack verkauft. Es handelt sich hierbei um ein Schweinenüsschen oder ausgelöstes Schweinskarrée mit Zwiebelsauce in einer Semmel.
An Getränken gibt es Bier oder Stifterl; bei Alkoholfreiem haben Eistee und Cola die Klassiker Keli und Schartner Bombe abgelöst – lediglich der Almdudler ist nach wie vor erhältlich.

## Besonderheiten

### Ältester und entferntester Wiener Würstelstand
Der angeblich älteste Wiener Stand dieser Art, der Würstelstand LEO, besteht seit 1928.
Der vermutlich am weitesten von Wien entfernte Würstelstand, Erich’s Wuerstelstand, befindet sich in der Chinatown von Singapur, und ist ebenfalls immer wieder Thema in der Berichterstattung. Nach Eigenbeschreibung des im niederösterreichischen Gresten aufgewachsenen Erich Sollbock ist es “The Last Sausage Kiosk before the Equator” („Der letzte Würstelstand [137 km nördlich] vor dem Äquator“).

### Erster bio-zertifizierter Würstelstand
Der erste bio-zertifizierte Wiener Würstelstand befindet sich seit 19. August 2020 in der Pfeilgasse 1 im 8. Wiener Gemeindebezirk.

### Versuche alternativer Wiener Würstelstände
Anfang 2010 hatten drei Obdachlose in der Notschlafstelle VinziBett (siehe Wolfgang Pucher) die Idee, den damals verwahrlosten Stand mit der Aufschrift „Döner Kebab Würstelhütte“ am Verkehrsknotenpunkt am Johann-Nepomuk-Berger-Platz im 16. Bezirk – gleich gegenüber der Ottakringer Brauerei – zu übernehmen. Am 20. März 2010 konnte das Team, das mittlerweile aus fünf Personen bestand, den Vinzi-Würstelstand mit einem „Darlehen auf Vertrauensbasis in der Höhe von 12.000 Euro aus dem Vinzi-Budget“ als klassischen Wiener Würstelstand eröffnen. Ihre Produkte konnten sie zu vergünstigten Preisen von (teils noch im Familienbesitz befindlichen) Alt-Wiener Unternehmen aus der Umgebung des 16. und 17. Bezirks (Ottakring und Hernals) beziehen. Anfangs lief das Geschäft an dem Stand auch gut. Im April 2011 wurde „das einstige Obdachlosen-Vorzeigeprojekt“ von einem Gastronomie-Unternehmen übernommen: „Es hat sich einfach nicht rentiert“ begründete dies die Obfrau von VinziBett, Hedi Klima, das Aufgeben des Projekts. Die drei Gründer sollen der Gratis-Tageszeitung Heute zufolge wieder einen Wohnort haben.
Im Mai 2012 eröffnete Thomas Danecek, ein Ex-Opernsänger und Gastronom, am Wiener Schwedenplatz unter der Bezeichnung U Box den ersten Luxus-Würstelstand. Angeboten wird « saucisse au fromage avec caviar » (Käsekrainer mit Kaviar) und „zum Runterspülen“ « Moet Chandon » (Champagner). Der Betreiber begründet u. a. dies mit

„Wir überlassen das Fast Food nicht den Kebab-Buden!“

und führt die Idee auf seinen Stammgast John Malkovich zurück:

„Er war bei seinen Auftritten in Wien oft Gast in einem meiner Stände, [und] bestellte immer Kaviar.“

### Spezifika
Bei „originalen“ Wiener Würstelständen ist der Wiener Schmäh unvermeidlicher Bestandteil der Konversation. Zudem herrscht ein eigener wienerischer Jargon vor, den zu erlernen einem Ortsfremden nahezu unmöglich ist. Eine oft zitierte, aber irreführende Legende ist die Bestellung einer „Eitrigen mit an Schoafn, an Bugl und ana Hüsn dazua“ („Eitrige“ = Käsekrainer; „Schoafa“ = scharfer Senf; „Bugl“ = Brotendstück, bekannter als „Scherzerl“; „Hüsn“ = Flasche Bier; wahlweise auch „a 16er Blech“ als eine Dose („Blech“) Ottakringer Bier). Besagte Bestellung – in diversen Varianten kolportiert – wird zwar verstanden; der Sprecher gibt sich damit jedoch als Nicht-Einheimischer zu erkennen. Die adäquate Terminologie ist komplexer, zumal sie auch bezirksweise variiert.

„Doch genießt der Würstelstand weithin große Sympathie, wie man von einem guten Bekannten spricht, der über jeden Tadel erhaben ist. Hier gilt auch der Einheimische noch was: wer akzentfrei am Würstelstand bestellen kann und die Nachrede des Taxifahrers versteht, ist in der Stadt angekommen. Dabei ist der Kult ein relativ junger, der Einzug in die Populärkultur fand ab den 80er Jahren statt, Berichte in Filmen und Magazinen illustrierten die soziale Elastizität und Durchlässigkeit, eine Gesellschaftstankstelle für den Großstadtflaneur. Der Würstelstand wurde zur Wiener Marke wie der Heurige oder das Kaffeehaus.“

Im Februar 2012 hat ein „richtiger“ Würstelstand Eingang auf dem Wiener Opernball gefunden. Dieser wurde in der Oper „im Altwiener Stil“ gebaut.

## Würstelstand in Kunst und Kultur
Die Institution (Wiener) Würstelstand ist immer wieder auch in Kunst und Kultur vertreten (Auswahl):
- „In der Tante Jolesch pflegte Torberg nachts beim Würstelstand am Schottentor einen Apfel zu essen, während sein schräger Begleiter Dr. Sperber einige Burenwürste verzehrte.“ (Gregor Schuberth, 2004[19])
- Die österreichische Band Erste Allgemeine Verunsicherung widmete der Institution Würstelstand auf dem 1990 erschienenen Album Neppomuk's Rache ein Lied.[21]
- 1995: Am Würstelstand. Ausgabe aus der ORF-Dokumentarreihe Alltagsgeschichte von Elizabeth T. Spira.[22]
- 2004: Würstelstand. Ein Zehn-Minuten-Kurzfilm von Nicolas Neuhold um zwei Einbrecher, die nach einem erfolgreichen Einbruch auch noch einen Würstelstand aufbrechen.[23]
- 2010: Eh wurscht. „Ein Würstelstand in Wien. Wo, wenn nicht hier, treffen sich Eingeborene und Touristen, Genies und Wahnsinnige, Operngänger und Frauenmörder, Vorstadtteenies und alte Grantler?“ Theaterstück (und Zitat) von Franz Wittenbrink in der Josefstadt, 2010.[24][25]